# 孙天宇
孙天宇（1997年7月29日—），中国大陆演员，参演音乐网剧《薛定谔的猫》、《一年一度喜剧大赛》，壹加壹签约艺人，北京科技大学十佳歌手。